# Adolf-Grimme-Preis 2000
Der 36. Adolf-Grimme-Preis wurde 2000 verliehen. Die Preisverleihung fand am 17. März 2000 im Theater Marl statt. Die Moderation übernahm dabei Roger Willemsen.
Im Rahmen der Veranstaltung wurden neben dem Adolf-Grimme-Preis noch weitere Preise, unter anderem auch der Marler Gruppe, vergeben.

## Preisträger

### Adolf-Grimme-Preis

#### Fiktion & Unterhaltung
- Lars Kraume (Buch und Regie), Andreas Doub (Kamera) und Oliver Korittke (Darsteller) (für die Sendung Dunckel, ZDF)
- Hartmut Schoen (Buch und Regie), Peter Döttling (Kamera) und Ulrich Tukur (Darsteller) (für die Sendung Warten ist der Tod, ZDF / Arte)
- Peter Freiberg (Buch), Michael Gantenberg (Buch), Thomas Koch (Buch) und Gaby Köster (Darstellerin) (für die Sendereihe Ritas Welt, RTL)
- Götz Alsmann (Moderation), Christine Westermann (Moderation) und Jörg Thadeusz (Reporter) (für  die Sendereihe Zimmer frei!, WDR)
- Hussi Kutlucan (für Buch und Regie zu Ich Chef, Du Turnschuh, ZDF)

#### Information & Kultur
- Mischka Popp (Buch und Regie), Thomas Bergmann (Buch und Regie), Jörg Jeshel (Kamera) und Peter Przygodda (Schnitt) (für die Sendung Kopfleuchten, ZDF)
- Dariusz Jabłoński (für Buch und Regie zu Der Fotograf, Arte / MDR)
- Claudia Richarz (Regie und Co-Autorin) und Carl-Ludwig Rettinger (Idee und Co-Autor) (für die Sendung Abnehmen in Essen, Arte / WDR)
- Jörg A. Hoppe (Produktion) und Rolf Bringmann (Redaktion) (für die Sendereihe Pop 2000, WDR / BR / HR / MDR / NDR / SFB / SR / RB)
- Marcus Vetter (für Buch und Regie zu Der Tunnel, SWR)
- Jerzy Sladkowski (Buch und Regie) und Gunnar Källström (Kamera) (für die Sendung Schwedischer Tango, ZDF / Arte / SVT / TVP)

#### Spezial
- Sasha Waltz (für Buch, Regie und Produktion zu Allee der Kosmonauten, ZDF / Arte)
- Gerhard Delling und Günter Netzer (für ihre Präsentation der Fußball-Länderspiele, NDR)
- Franz Xaver Gernstl (für Buch und Regie zu Gernstl unterwegs, BR)

### Besondere Ehrung
- Dieter Stolte (für seinen Prägenden Einfluss auf das ZDF)

### Sonderpreis des Ministeriums für Arbeit, Soziales und Stadtentwicklung, Kultur und Sport von Nordrhein-Westfalen
- Christian Bettges (Autor), Frank Jastfelder (Autor), Stefan Kloos (Autor), Tom Theunissen (Autor) und Simone Adelsbach (Koordination) (für die Sendereihe Pop 2000, WDR / BR / HR / MDR / NDR / SFB / SR / RB)

### Publikumspreis der Marler Gruppe
- Alex Ross (für Buch und Regie zu Move On Up, ZDF)